# MediaInfo
MediaInfo is een opensourceprogramma dat technische informatie over mediabestanden weergeeft, zoals tag-informatie voor audio- en videobestanden. Het wordt gebruikt in veel programma's waaronder XMedia Recode, MediaCoder, eMule, K-Lite Codec Pack en Media Player Classic Homecinema. MediaInfo ondersteunt zowel populaire videoformaten (zoals AVI, WMV, QuickTime, DivX, XviD, MKV) als minder bekende formaten (zoals OGM en Real).
MediaInfo is beschikbaar voor Windows, Mac, Linux, BSD en Solaris. MediaInfo wordt geschreven in de programmeertaal C++ en is ook beschikbaar in het Nederlands.

## Functies
MediaInfo verzamelt informatie over de titel, auteur, uitvoerder, album, songnummer, datum en duur. Verder verzamelt het ook nog andere informatie:
- Video: codec, beeldverhouding, fps, bitrate
- Audio: codec, sample rate, kanalen (mono, stereo), taal, bitrate
- Films: ondertitelingstaal, aantal hoofdstukken en een lijst van hoofdstukken